# Panojeviće
Panojeviće (cyr. Панојевиће) – wieś w Serbii, w okręgu raskim, w gminie Raška. W 2011 roku liczyła 179 mieszkańców.